# 長光寺 (近江八幡市)
長光寺（ちょうこうじ）は、滋賀県近江八幡市長光寺町にある高野山真言宗の寺院。山号は補陀洛山。本尊は千手子安観世音菩薩。別称はハナノキ寺。

## 歴史
寺伝によると、推古天皇の時代に聖徳太子が高階の妃とともに「老蘇の森」（国指定史跡。現・近江八幡市安土町東老蘇。奥石神社がある地）に仮宮していた時、高階の妃が産気づいた。太子は妃に仏法を信じ御仏の御加護を一心に祈りなさいというと、妃はひたすら諸仏の慈悲を仰がれた。そこに西南の方より童子が現れて「汝が願いは、正しく観世音が救い給う」といって飛び去って行くと、まもなく妃は無事に出産された。不思議に思った太子は使いの者に童子の行方を探させたところ、当地に辿り着いた。そこには八尺の香木（栴檀の一種）と八寸の霊石が置かれており、太子が法華経の読経を行うと光明の中から千手観音の尊像が現れた、という。
太子は後にこの香木で千手観音像を刻むと、像内に法華経・維摩経・勝鬘経の三部の経典を納め、この像を本尊として推古天皇19年（611年）に武川綱に命じて当寺を創建したという。寺名は武川綱造作から武作寺と名付けらたが、後に武佐寺と呼ばれるようになった。さらに誕生院や長光寺とも称されるようになった。
創建時は七堂伽藍で、また聖徳太子建立四十九院の一つであるという。隣接して十二社権現も祀られた。
『源平盛衰記』によると、寿永3年（1184年）に一ノ谷の戦いで源氏に捕らわれた平重衡が、京から鎌倉に護送される途中に当寺に立ち寄ったとある。
鎌倉時代には5,000巻を超える大部の「一切経」（長光寺一切経）が備えられており、鎌倉時代には近江国有数の一大仏典研究・普及センターであったことが明らかとなっている。なかでも、弘安4年（1281年）に当寺で書写された「三弥底部論 巻中」は、インドの特殊部派が成立させた仏教書であり、日本や東アジアでは一般的なものではないため現存稀少な論書となっている。これらは当地の名産品である武佐墨で大量に書写されたとみられている。武佐墨は、中世における代表的銘墨として著名であり、その発祥は長光寺での大規模な写経事業を支える需要から生まれた可能性が強い。
仁治3年（1242年）8月13日に「東関紀行」の筆者が宿泊しており、鎌倉時代前期には宿の機能を有していたと考えられる。
南北朝時代には、後光厳上皇が3度行幸している。また、足利尊氏によって御供田25石が寄進されている。
近江守護の六角氏と関係が深く、至徳4年（1387年）には六角氏支流の馬淵満綱から寺田の寄進を受けている。
文明7年（1475年）3月に焼失してしまうが、後に足利義政の計らいで再建され、戦国時代の大永7年（1527年）には室町幕府第12代将軍足利義晴が六角定頼を頼って当寺に避難し、8ヶ月の間滞在したこともあるが、永禄の兵乱で再び焼失した。あるいは、元亀元年（1570年）6月の長光寺城の戦いで焼失したともいう。また、同年には織田信長が当寺で1泊してから摂津国の野田城・福島城攻めに向かっている。
天正6年（1578年）10月14日、天正8年（1580年）4月11日、天正9年（1581年）10月17日に信長が鷹狩に訪れている。

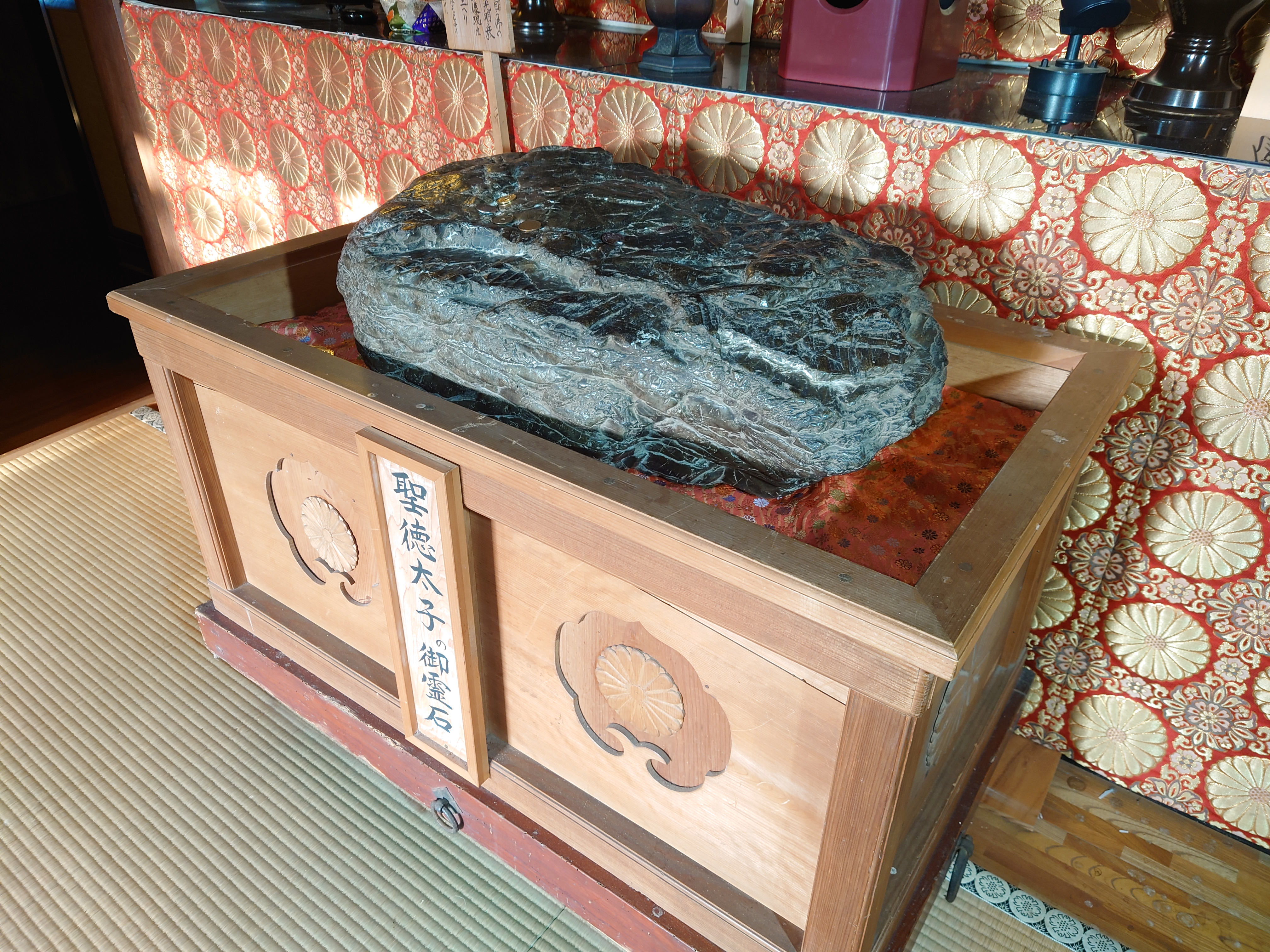
御霊石

寛永2年（1625年）に淀藩主・松平定綱の命により復興に着手される。また、定綱によって御供田39石が寄進されている。宝暦3年（1753年）に玄広木食上人によって再興がなされた。
当寺の隣にはかつての鎮守社である八幡十二神社がある。当寺の南にある山は長光寺山（瓶割山）といい、山頂には戦国時代に柴田勝家が城主をしていたという長光寺城がある。
なお、聖徳太子ゆかりの八寸のメノウの御霊石は現在も当寺にある。

## 境内
- 山門
- 本堂
- 不動堂
- 庫裡
- 大師堂
- 弘法大師像
- 十三重石塔
- 鐘楼
- 庭園
- 書院
- ハナノキ（市指定天然記念物） - 日本最南限のハナノキ。推定樹齢500年から600年。高さ約15m、周囲約3m。寺伝では霊木（栴檀）の余枝を聖徳太子が御宝前に植えたといい、その木が現在の木であるという[10]。
- 四国八十八箇所霊場石仏群 - 準四国八十八ヶ所霊場とも呼ばれる。

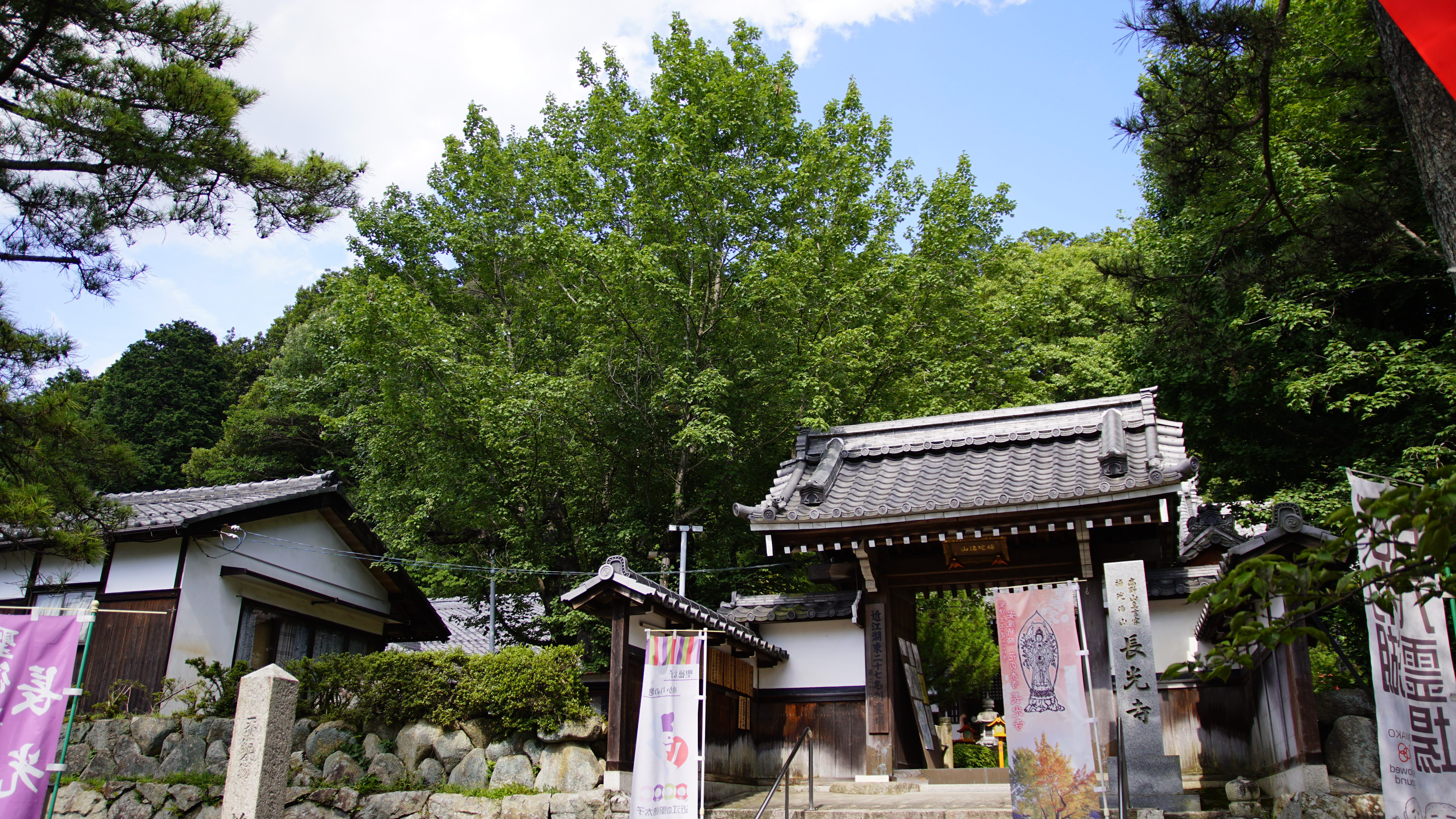
山門とハナノキ
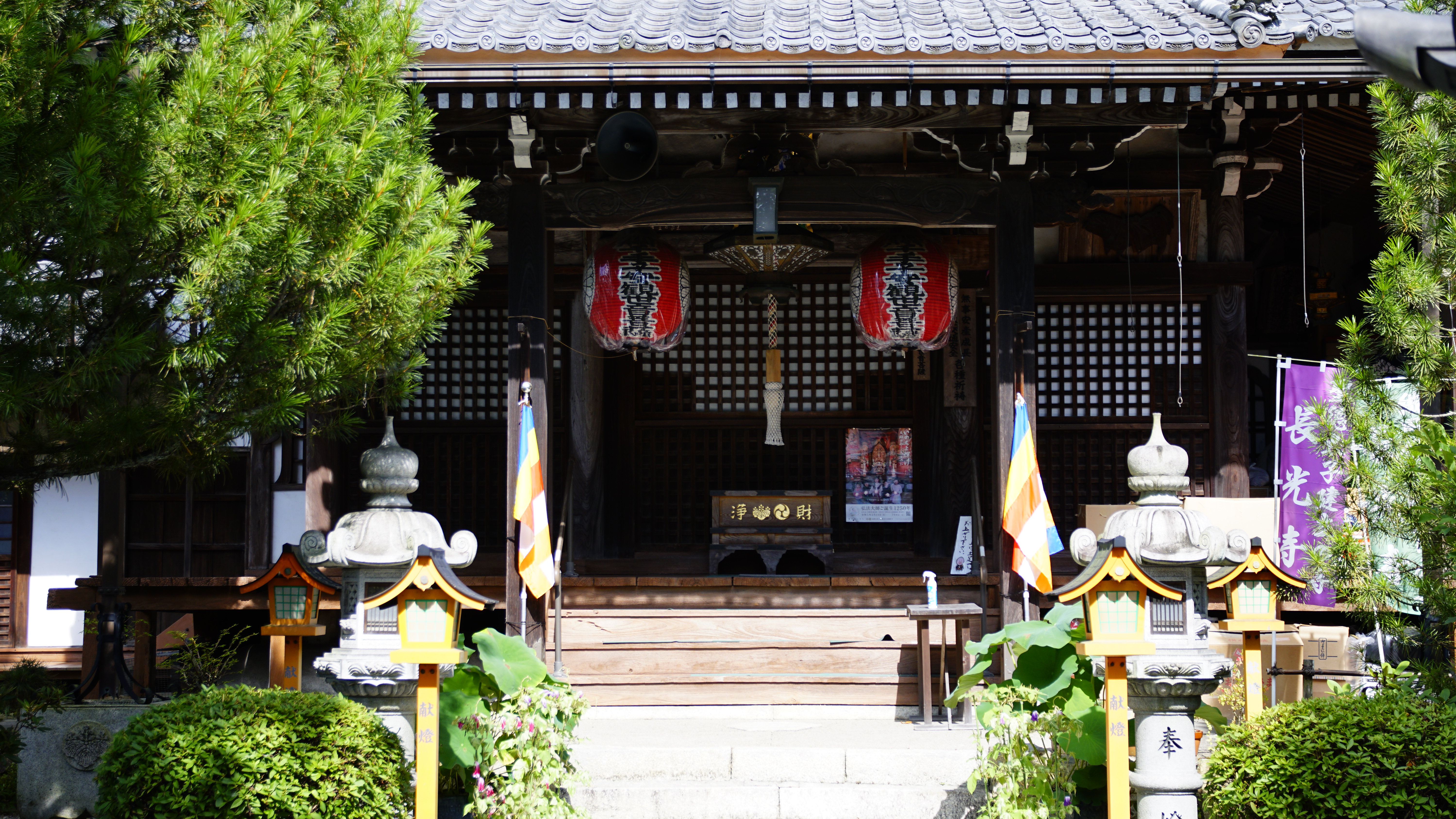
本堂
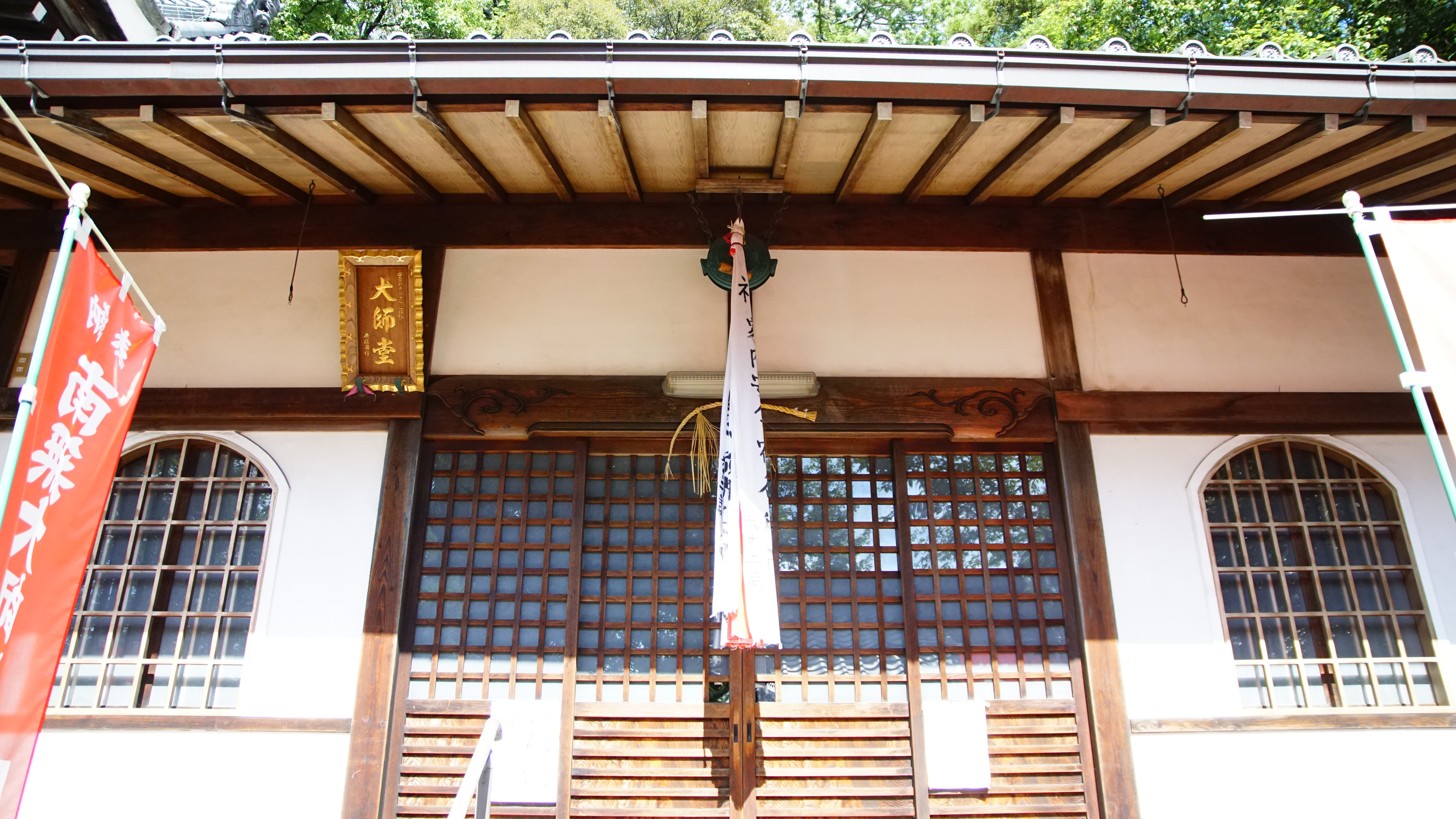
大師堂
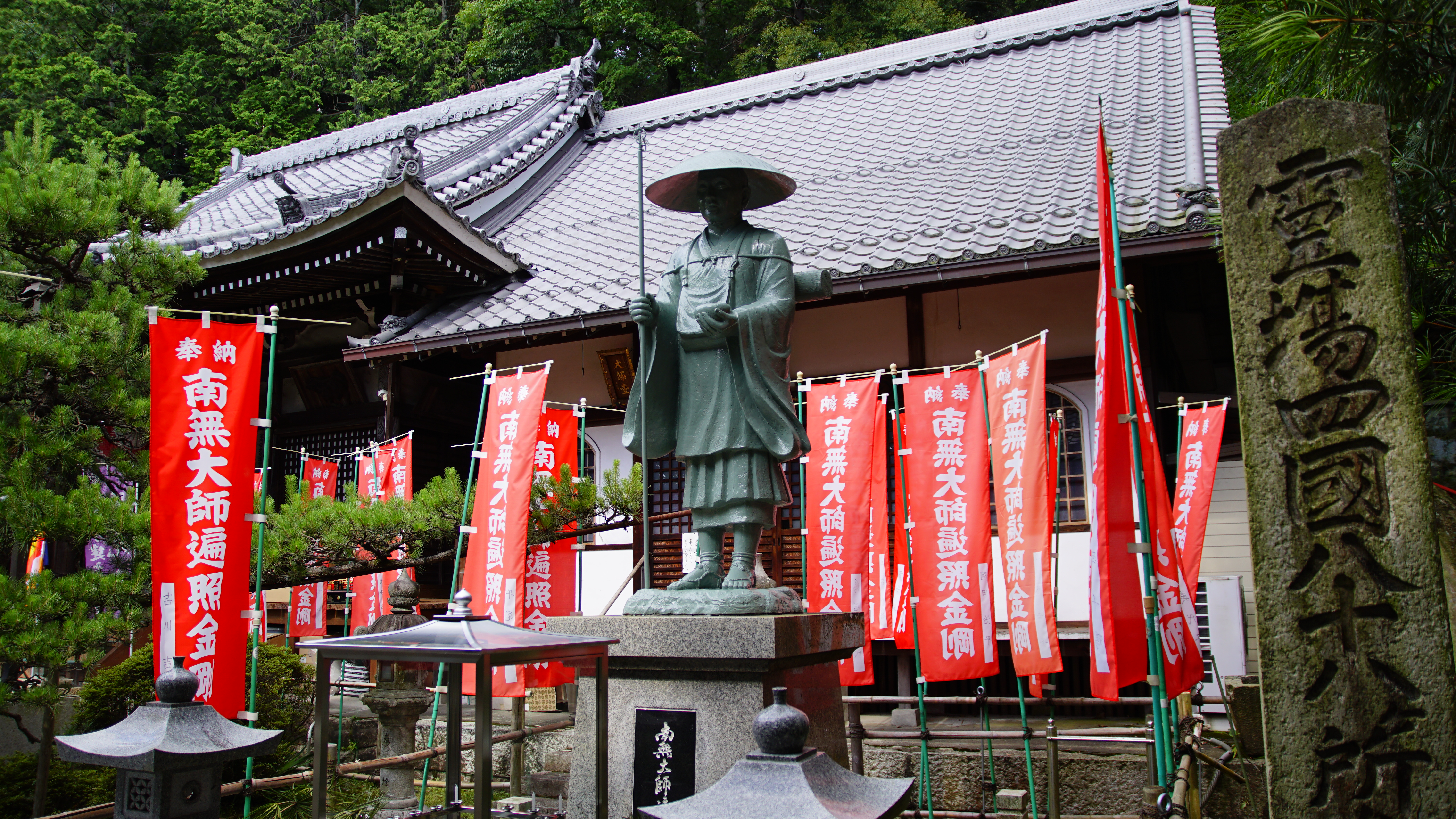
弘法大師像
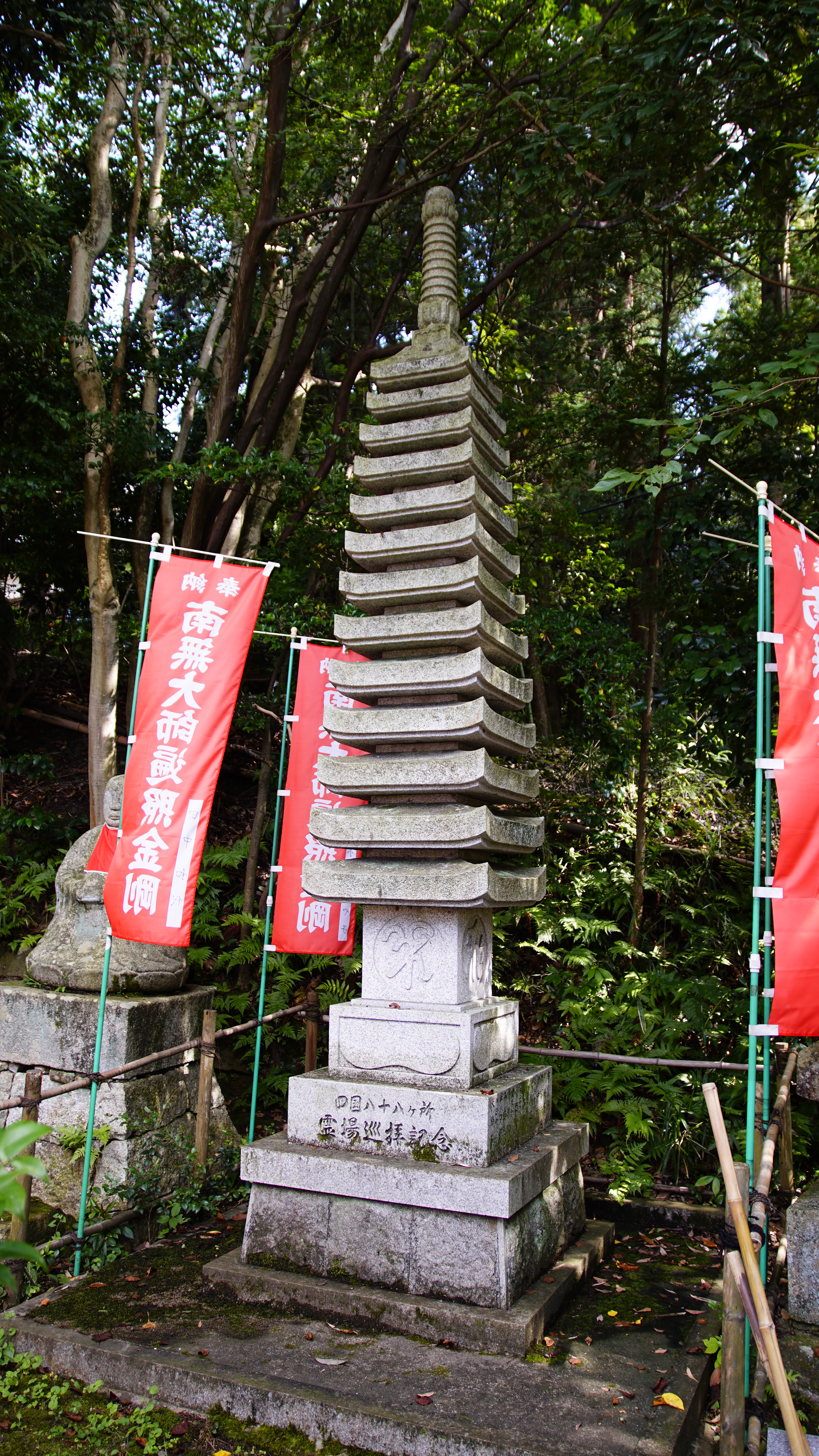
十三重石塔
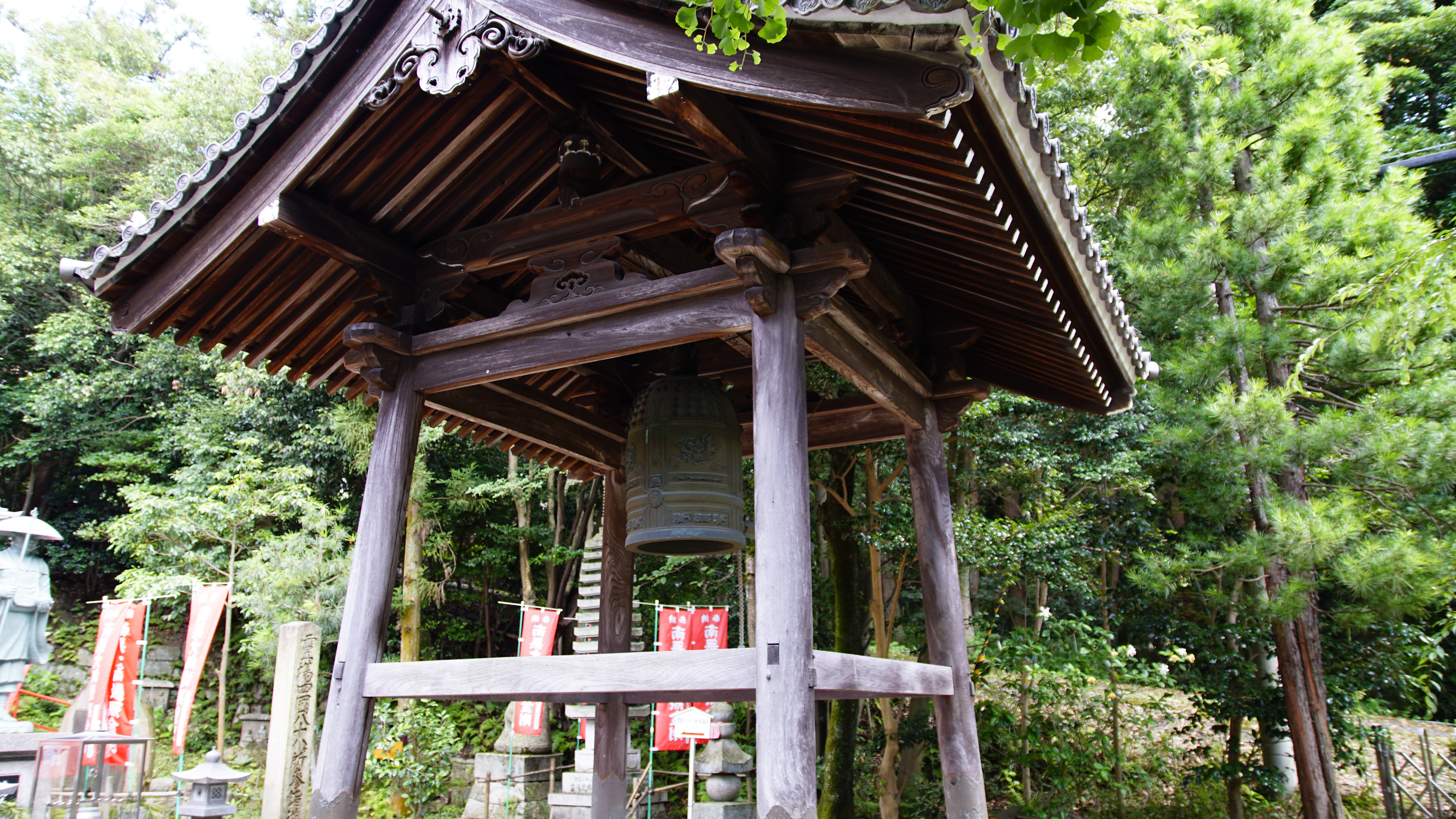
鐘楼
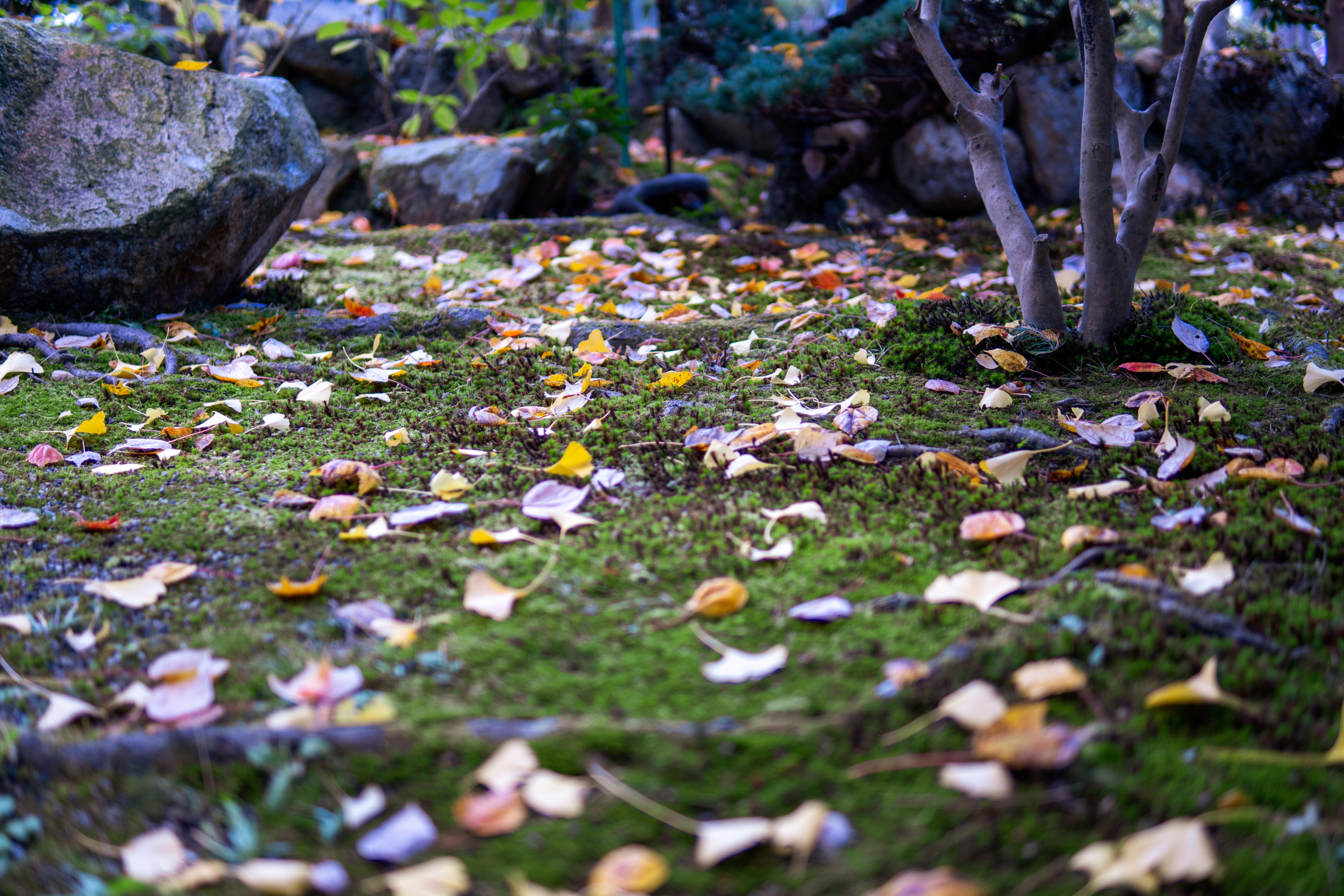
庭園
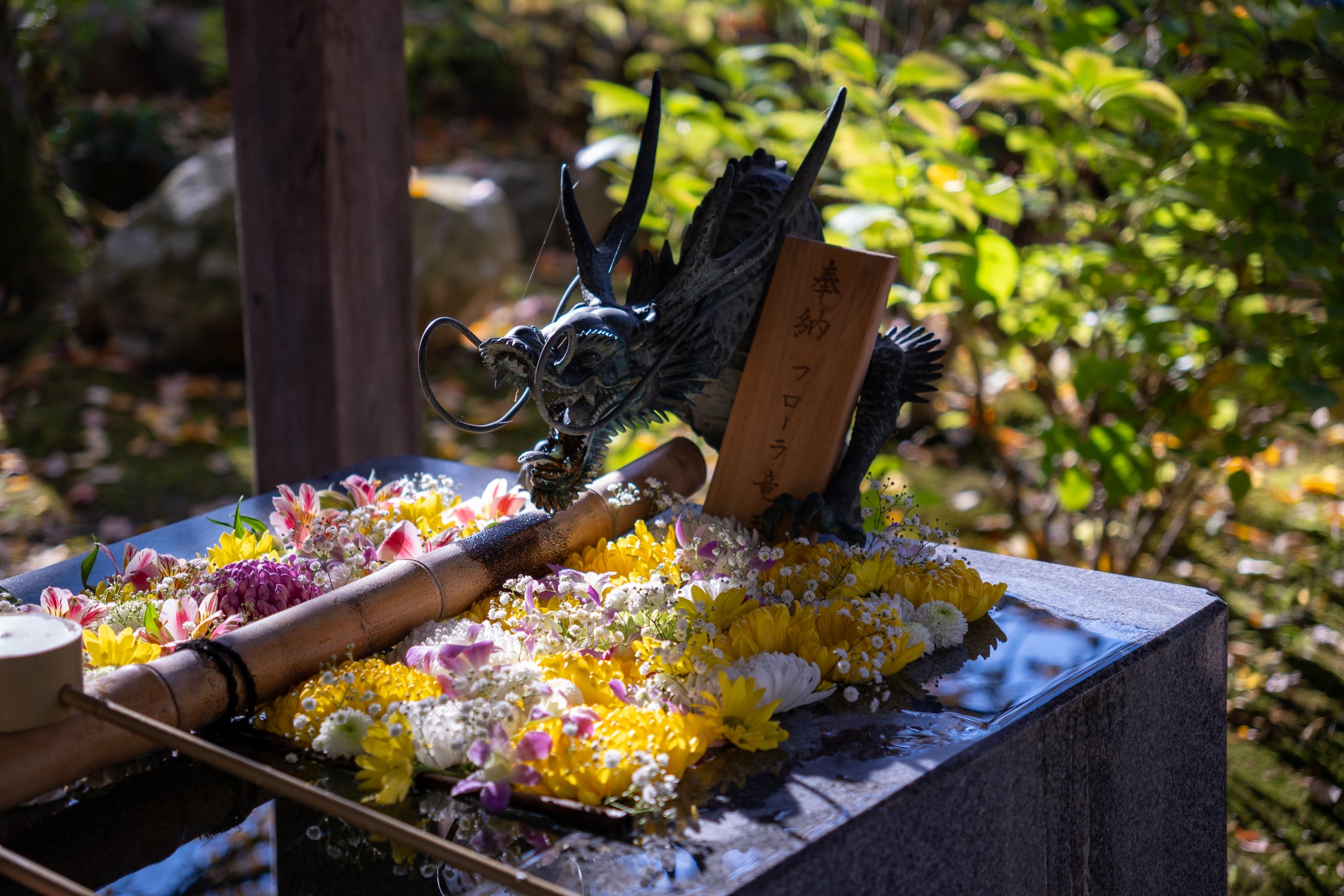
花手水
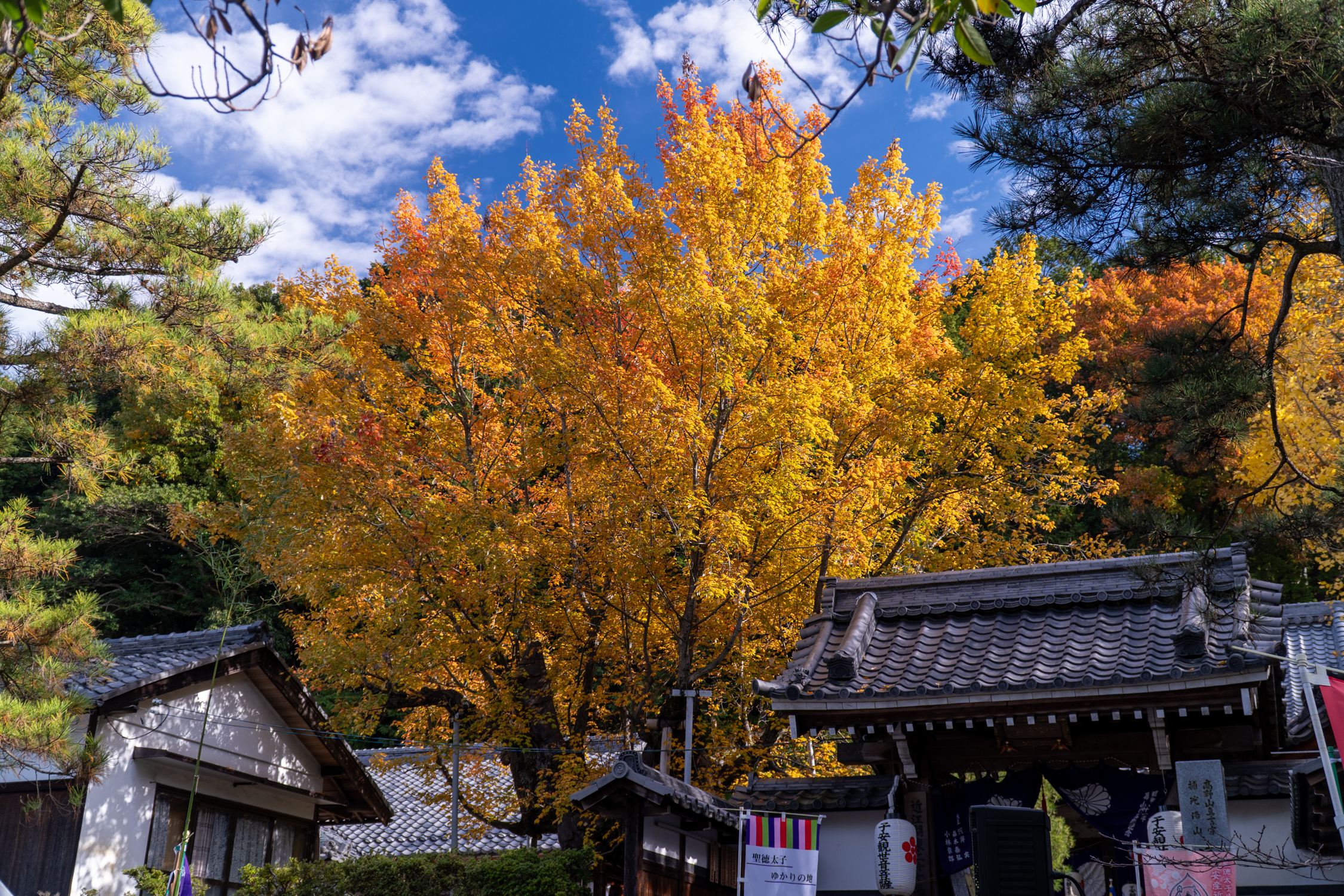
ハナノキの紅葉
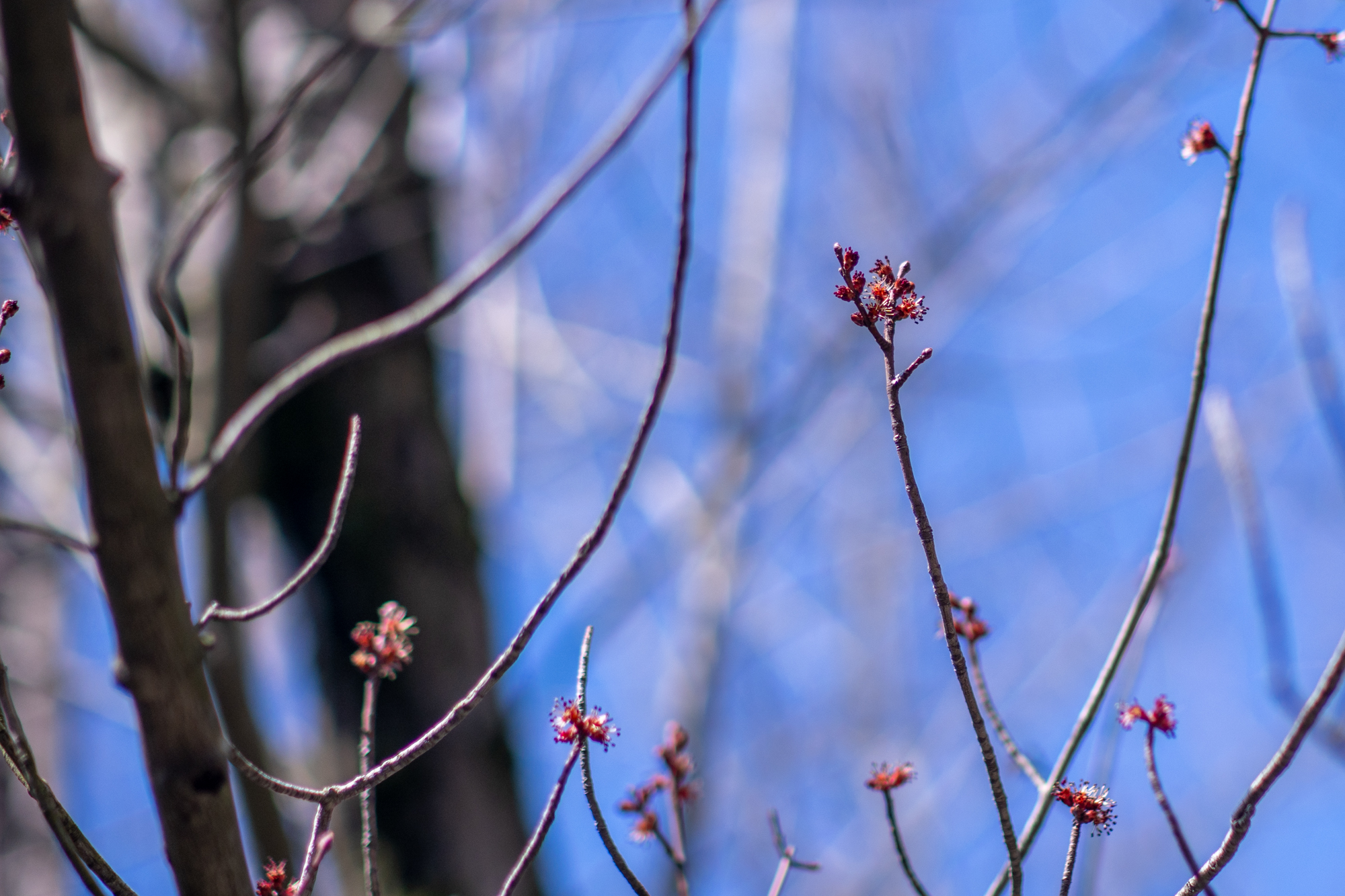
ハナノキの花

## 文化財

### 近江八幡市指定有形文化財
- 木造阿弥陀如来坐像 - 平安時代。
- 木造獅子頭 - 南北朝時代。

### 近江八幡市指定天然記念物

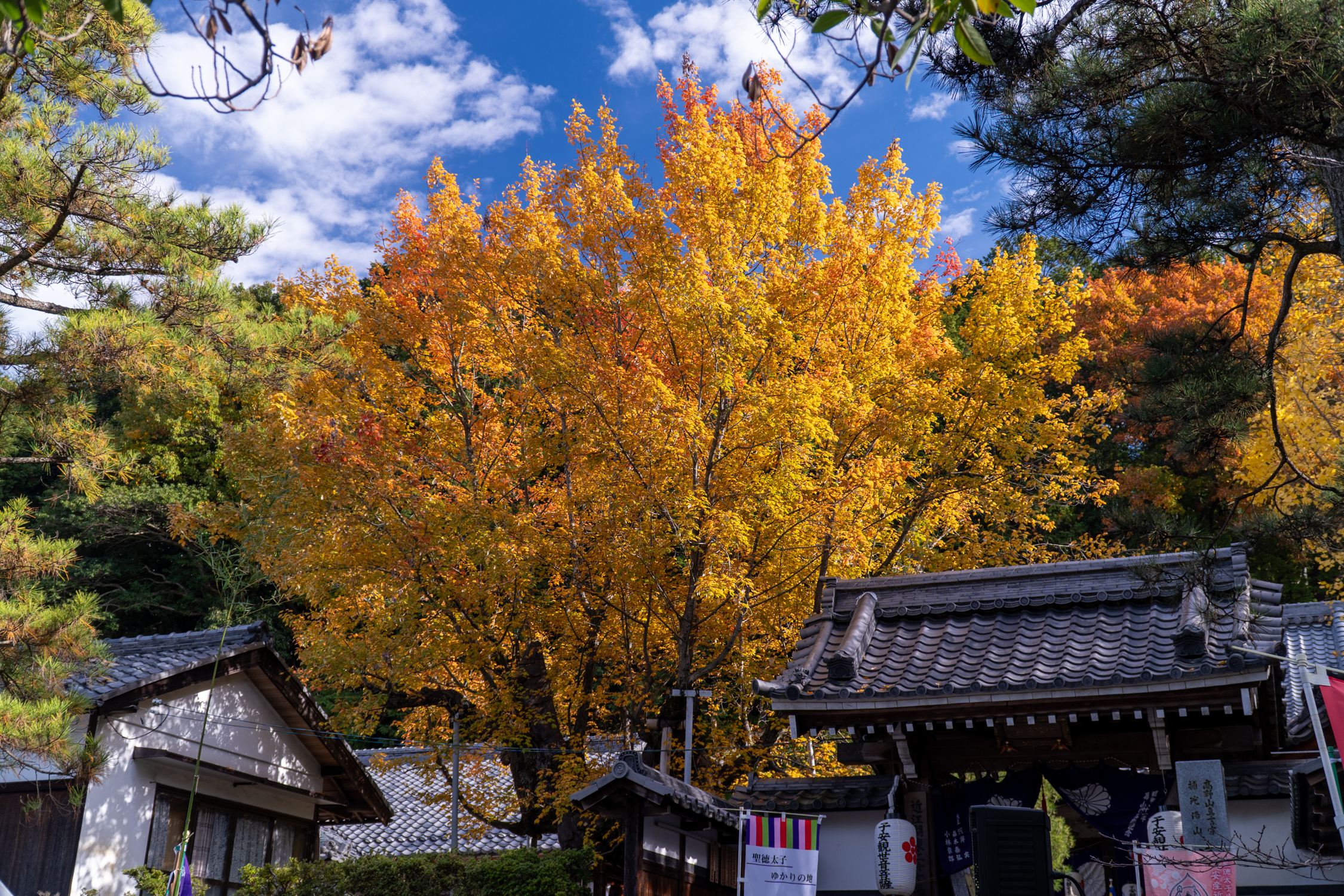
ハナノキの紅葉

- ハナノキ

### 寺宝
- 白鳳期白瓦
- 太子霊石
- 一切経

## 年中行事
- 1月1日 - 新年正月会
- 1月17日 - 護摩供修行
- 2月3日 - 節分開運厄除星祭り
- 3月中旬 - 春季 彼岸法要
- 5月17日 - 護摩供修行
- 8月17日 - 千手子安観音千日会法要
- 9月17日 - 護摩供修行
- 9月中旬 - 秋季 彼岸法要
- 10月1日〜10日 - ハナノキ ライトアップ
- 11月第4日曜日 - 柴灯護摩・人形供養法要
- 12月31日 - 除夜の鐘
- 毎月21日 - 弘法大師縁日法要

## 拝観
- 拝観時間は9:00から17:00

## 前後の札所
びわ湖百八霊場
74 願成就寺　-　75 長光寺　-　76 無量院弘誓寺

## 所在地
- 滋賀県近江八幡市長光寺町694

## アクセス
- 近江鉄道八日市線武佐駅から徒歩10分